# Heinz von zur Gathen
Heinz Walther von zur Gathen (* 30. Juni 1924 in Sterkrade; † 23. März 2001) war ein deutscher Generalleutnant des Heeres und Bundeswehr.

## Werdegang

### Wehrmacht
Von zur Gathen wurde im Oktober 1942 zur Wehrmacht eingezogen. Er begann beim Feldausbildungs-Regiment 718 in Schumolino und absolvierte 1943 den Reserveoffizierbewerberlehrgang bei Smolensk. Von Juni bis September 1943 erhielt er eine Hilfsausbildung in der Nähe von Polosk. Ende 1943 wurde er Fahnenjunker und Gruppenführer in der Stabskompanie beim Grenadier-Regiment 353. Von Oktober 1944 bis Januar 1945 besuchte er die Fahnenjunkerschule V in Posen. Von Januar bis März 1945 war er Zugführer in der Festung Posen. Im März 1945 war er kurzzeitig Kompaniechef des Pionier-Bataillons 181 und im März/April 1945 Zugführer in der Führer-Begleit-Division. Von April 1945 bis Mai 1946 war er in US-amerikanischer Kriegsgefangenschaft.

### Studium
Von 1946 bis 1952 arbeitete er als Personalleiter der angloamerikanischen Cool Control Group in Essen. Von 1949 bis 1953 studierte er auch Betriebswirtschaft an der Verwaltungs- und Wirtschaftsakademie Essen. 1952/53 war er beim dortigen US-Research Center angestellt. Von 1953 bis 1956 war er Personaleinsatzleiter bei der 12th Air Force auf Ramstein Air Base.

### Bundeswehr
Im März 1956 trat in die neugegründete Bundeswehr ein. 1956 war er Personaloffizier in der Annahmeorganisation LAW im Wehrbereich III in Düsseldorf. Von 1957 bis 1961 war er S1 und Kompaniechef im Lehrbataillon der Heeresoffizierschule II in Husum und Hamburg. Sodann durchlief er von 1961 bis 1963 den 4. Generalstabslehrgang Heer an der Führungsakademie der Bundeswehr in Hamburg, wo er zum Offizier im Generalstabsdienst ausgebildet wurde. 1963 war er G2 bei der 5. Panzerdivision in Diez. Von 1967 bis 1969 war Kommandeur des Panzergrenadierbataillons 82 in Lüneburg. Von 1969 bis 1971 war er Hilfsreferent im Bundeskanzleramt in Bonn.
1973 absolvierte er das NATO Defense College in Rom. 1971/72 war er stellvertretender Leiter der Studiengruppe beim SHAPE in Casteau. 1972/73 übernahm er die Leitung für Strategische Langzeitstudien beim Internationalen Militärstab der NATO. Von 1973 bis 1975 war er stellvertretender Abteilungsleiter „Plans and Policy“.
Als Stabsabteilungsleiter Fü S II „Militärisches Nachrichtenwesen“ fungierte er von 1975 bis 1977 im Führungsstab der Streitkräfte. In der Folgeverwendung als Kommandeur der 1. Luftlandedivision in Bruchsal vom 1. April 1977 bis zum 30. September 1977 wurde er zum Generalmajor befördert. Es folgte die Verwendung als Kommandeur der Führungsakademie der Bundeswehr bis 31. März 1981, die er als letzter Kriegsgedienter innehatte. Seine letzte Verwendung fand er als stellvertretender Befehlshaber der Alliierten Streitkräfte Ostseezugänge BALTAP. Am 1. Oktober 1984 wurde er in den Ruhestand versetzt.

## Mitgliedschaften
Nach seiner Zurruhesetzung war er von 1986 bis 1991 Leiter des Regionalkreises West der Clausewitz-Gesellschaft. Bereits 1979/80 bekleidete er das Amt des Vizepräsidenten.
Er war verheiratet und Vater von zwei Kindern.

## Auszeichnungen
- 1944: Verwundetenabzeichen in Schwarz
- 1945: Eisernes Kreuz I. Klasse
- 1969: Goldenes Bataillonsabzeichen des Panzergrenadierbataillons 82
- 1978: Legion of Merit
- 1978: Ritterorden von Avis (Großoffizier)
- 1980: Bundesverdienstkreuz 1. Klasse
- 1983: Ehrenkreuz der Bundeswehr in Gold
- 1984: Großes Verdienstkreuz der Bundesrepublik Deutschland